# Rebecca of Sunnybrook Farm (1917)
Rebecca of Sunnybrook Farm is een stomme film uit 1917 onder regie van Marshall Neilan. De film is geïnspireerd op het boek van Kate Douglas Wiggin.

## Verhaal
Rebecca is een optimistisch meisje. Ze heeft veel broertjes en zussen en is altijd gelukkig. Wanneer ze, na financiële problemen, bij haar tantes moet gaan wonen, wordt Rebecca ongelukkig. Haar tantes zijn gemeen, laten haar klusjes doen en lijken ook niet van haar te houden. Kan zelfs Rebecca's optimistische kijk op het leven dit wel aan?

## Rolverdeling
| Acteur            | Personage         |
| ----------------- | ----------------- |
| Mary Pickford     | Rebecca Randall   |
| Eugene O'Brien    | Adam Ladd         |
| Helen Jerome Eddy | Hannah Randall    |
| Josephine Crowell | Miranda Sawyer    |
| Charles Ogle      | Meneer Cobb       |
| Marjorie Daw      | Emma Jane Perkins |